# Frenelle-la-Grande
Frenelle-la-Grande település Franciaországban, Vosges megyében. Lakosainak száma 101 fő (2022. január 1.). Frenelle-la-Grande Puzieux, Bouzanville, Fraisnes-en-Saintois, Ambacourt, Boulaincourt és Frenelle-la-Petite községekkel határos.

## Népesség
A település népességének változása:
| Lakosok száma | 115  | 110  | 113  | 108  | 107  | 109  | 108  | 104  | 101  |
|               | 2013 | 2015 | 2016 | 2017 | 2018 | 2019 | 2020 | 2021 | 2022 |